# Aitch
Harrisson Armstrong (Manchester, 9 de dezembro de 1999), mais conhecido como Aish, é um rapper e compositor britânico.